# Lädervaxskinn
Lädervaxskinn (Phlebia segregata) är en svampart som först beskrevs av Bourdot & Galzin, och fick sitt nu gällande namn av Erast Parmasto 1967. Lädervaxskinn ingår i släktet Phlebia och familjen Meruliaceae.  Arten är reproducerande i Sverige. Inga underarter finns listade i Catalogue of Life.